# Paracyatholaimus rotundus
Paracyatholaimus rotundus är en rundmaskart som beskrevs av Gerlach 1964. Paracyatholaimus rotundus ingår i släktet Paracyatholaimus och familjen Cyatholaimidae. Inga underarter finns listade i Catalogue of Life.